# Yawara

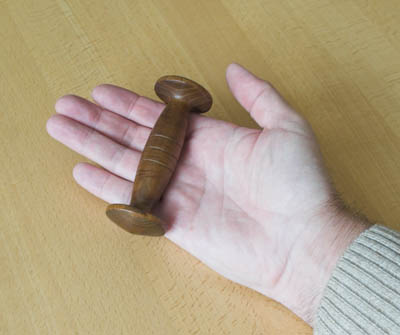
Ein Yawara aus Holz mit pilzförmigen Enden.

Ein Yawara, auch Pasak, Kongo oder Dulo-Dulo (philippinisch), ist eine japanische Waffe, die in mehreren Kampfkünsten Verwendung findet.
Es ist auch eine alte Bezeichnung für japanisches Ju Jutsu (Jiu Jitsu).

## Beschreibung
Die Waffe  besteht aus ein oder zwei schmalen oder dicken Stäben, welche seitlich aus der geschlossenen Haltehand herausragen. Yawaras werden zumeist in beiden Händen zugleich benutzt, um Wurftechniken zu unterstützen, Knochen zu brechen oder Nervendruckpunkte des Gegners anzugreifen. Yawaras lassen sich leicht verdeckt tragen und unterliegen in vielen Staaten keinen gesetzlichen Einschränkungen.

## Sonstiges
- Der Kubotan ähnelt der Waffe in Design und Funktion stark.
- In den 1940er Jahren setzte sich Frank A. Matsuyama für die Nutzung der Yawaras durch amerikanische Polizeikräfte ein und trainierte in den USA Behörden in mehreren Städten.

## Filme
- George Sylvan: The Persuaders Kubotan & Yawara. Rising Sun Video Productions